# Bernd Eistert
Bernd Karl Georg Eistert (* 9. November 1902 in Ohlau; † 22. Mai 1978 in Saarbrücken) war ein deutscher Chemiker.

## Leben
Eistert studierte Chemie an der Universität Breslau und wurde dort 1927 mit einer Dissertation Untersuchungen in der Thiochromon-Reihe promoviert. Sein Doktorvater war Fritz Arndt. Er ging 1928 als Assistent an die Universität Bonn und arbeitete 1929 bei der Badischen Anilin und Sodafabrik AG in Ludwigshafen am Rhein im Hauptlaboratorium. Im regen Gedankenaustausch mit Fritz Arndt widmete er sich nebenher weiterhin theoretischen Problemen, wie der Tautomerie und Mesomerie, dem Keto-Enol-Gleichgewicht, der Elektronentheorie der Protonenbeweglichkeit.  Eistert habilitierte sich extern an der Universität Heidelberg. Dort wurde er 1942 Privatdozent. Er wirkte ab 1943 als Dozent (ab 1950 als Professor) an der Technischen Hochschule Darmstadt. 1949 war Eistert Gastmitarbeiter bei Hans von Euler-Chelpin in Stockholm. 1957 schied Eistert bei der BASF aus und wirkte fortan bis zu seiner Emeritierung (1971) an der Universität Saarbrücken als Professor für organische Chemie.

## Wirken
Eistert wurde durch die im Jahre 1927 zusammen mit Fritz Arndt entwickelte  Kettenverlängerungsreaktion der Carbonsäuren bekannt. Diese Synthesereaktion wird daher auch Arndt-Eistert-Homologisierung genannt, siehe auch: Namensreaktion.
Mit weiteren grundlegenden Arbeiten zur Tautomerie und Mesomerie trug er maßgeblich zum Verständnis theoretischer Probleme der organischen Chemie bei.